# アンドレア・アッゼニ

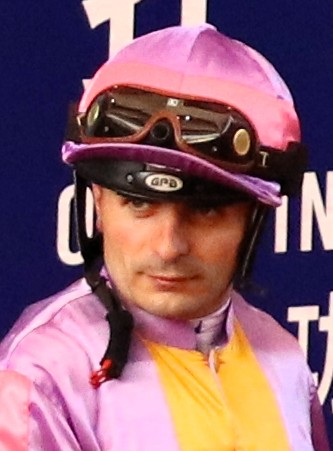
2025年3月23日・沙田競馬場

アンドレア・アッゼニ（Andrea Atzeni、香港表記：艾兆禮、1991年3月26日- ）は、イギリスを拠点とする騎手である。イタリア・サルディーニャ島出身。

## 来歴
2008年、イギリスにて見習騎手デビュー。同年7月22日に初勝利を挙げる。
2012年、ソルティレイジ（Sortilege）でイタリアのリディアテシオ賞を勝ち、G1初制覇。
2014年、ロジャー・ヴァリアン厩舎のキングストンヒル（Kingston Hill）で、英セントレジャーステークスを勝ち、クラシック初制覇を果たす。同年は100勝を挙げ、イギリスリーディング8位となる。
2015年より、カタール・レーシングの専属騎手を務めている。同年秋より日本に短期免許で来日。
2017年、同年11月11日から12月24日まで短期免許を取得して来日。ジャンダルムでデイリー杯2歳ステークスを制しJRA重賞初勝利を挙げたが、12月4日に本人の都合で短期免許が取り消しとなることがJRAから発表された。スポーツニッポン記者の菱田誠は、10月26日の京都10Rでレヴァンテライオンに騎乗した際返し馬で落馬、続く11R（京阪杯）での騎乗を拒否し関係者との間でトラブルを招いた事や、同時期に来日していた外国人騎手に馬質で劣っていた為フラストレーションを溜めていた事が帰国理由として考えられるとしている。
2023年8月9日、香港ジョッキークラブにより騎乗ライセンスを交付され、同年シーズンより香港に拠点を移すことになった。

## 戦績

### 主な勝ち鞍
- 2012年
  - リディアテシオ賞 （Sortilege）
- 2013年
  - バイエルン大賞 （Seismos）
  - レーシングポストトロフィー （Kingston Hill）
- 2014年
  - セントレジャーステークス （Kingston Hill）
  - モイグレアスタッドステークス （Cursory Glance）
  - デューハーストステークス （Belardo）
  - レーシングポストトロフィー （Elm Park）
- 2015年
  - キングジョージ6世&クイーンエリザベスステークス （Postponed）
  - セントレジャーステークス （Simple Verse）
  - ブリティッシュ・チャンピオンズ・フィリーズ&メアズステークス （Simple Verse）
  - レーシングポストトロフィー （Marcel）
- 2016年
  - ドバイシーマクラシック （Postponed）
  - ロッキンジステークス （Belardo）
  - コロネーションカップ （Postponed）
  - インターナショナルステークス （Postponed）
  - レーシングポストトロフィー （Rivet）
- 2017年
  - ジェベルハッタ （Decorated Knight）
  - タタソールズゴールドカップ （Decorated Knight）
  - プリティーポリーステークス （Nezwaah）
  - グッドウッドカップ （Stradivarius）
  - ジャンロマネ賞 （Ajman Princess）
  - アイリッシュチャンピオンステークス （Decorated Knight）